# Acokanthera oppositifolia
Trường dược hoa (danh pháp hai phần: Acokanthera oppositifolia) là một loài thực vật có hoa trong họ La bố ma. Loài này được (Lam.) Codd mô tả khoa học đầu tiên năm 1961.

## Hình ảnh

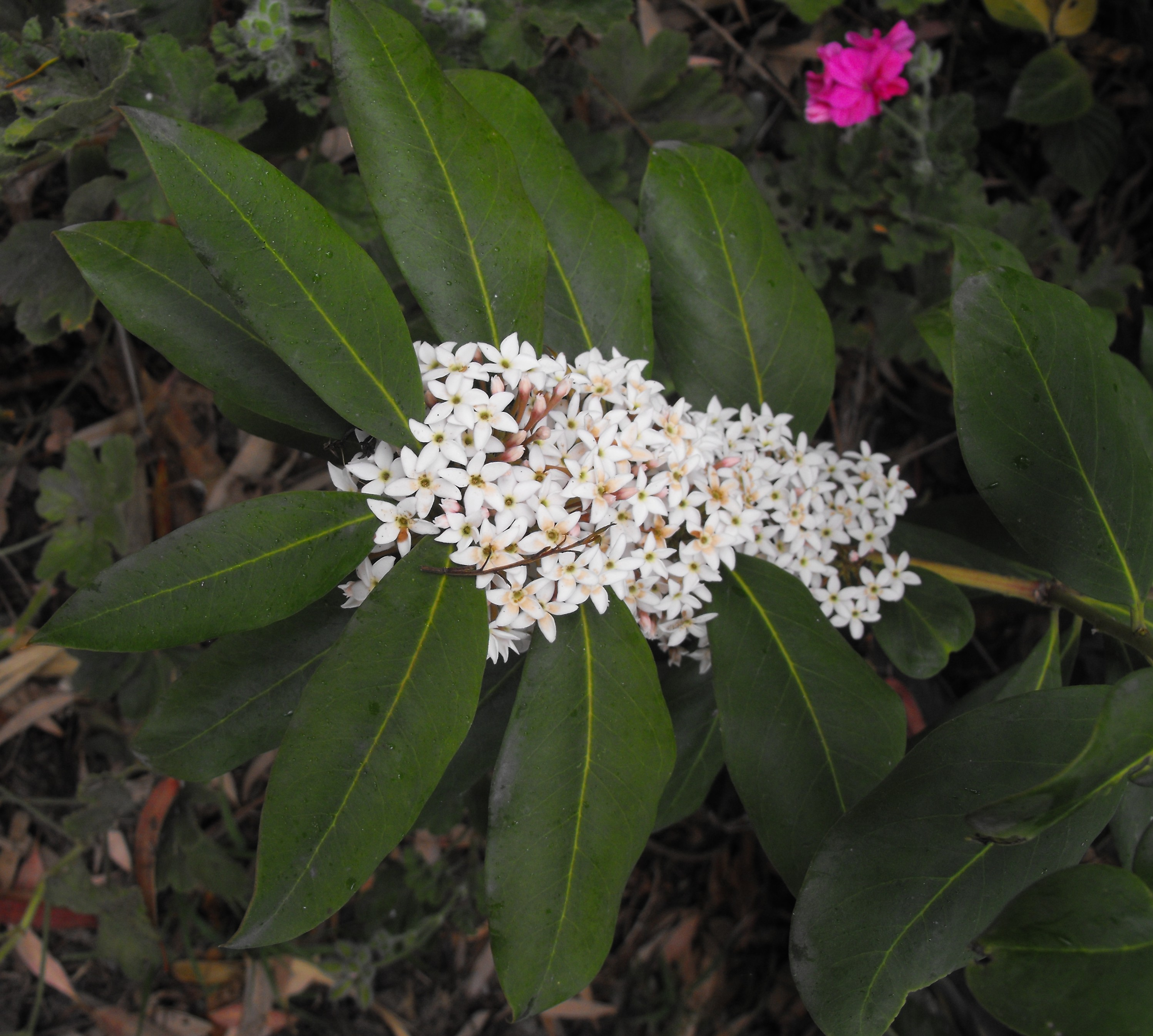
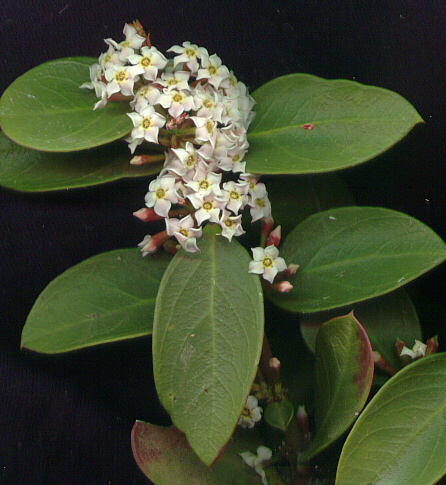
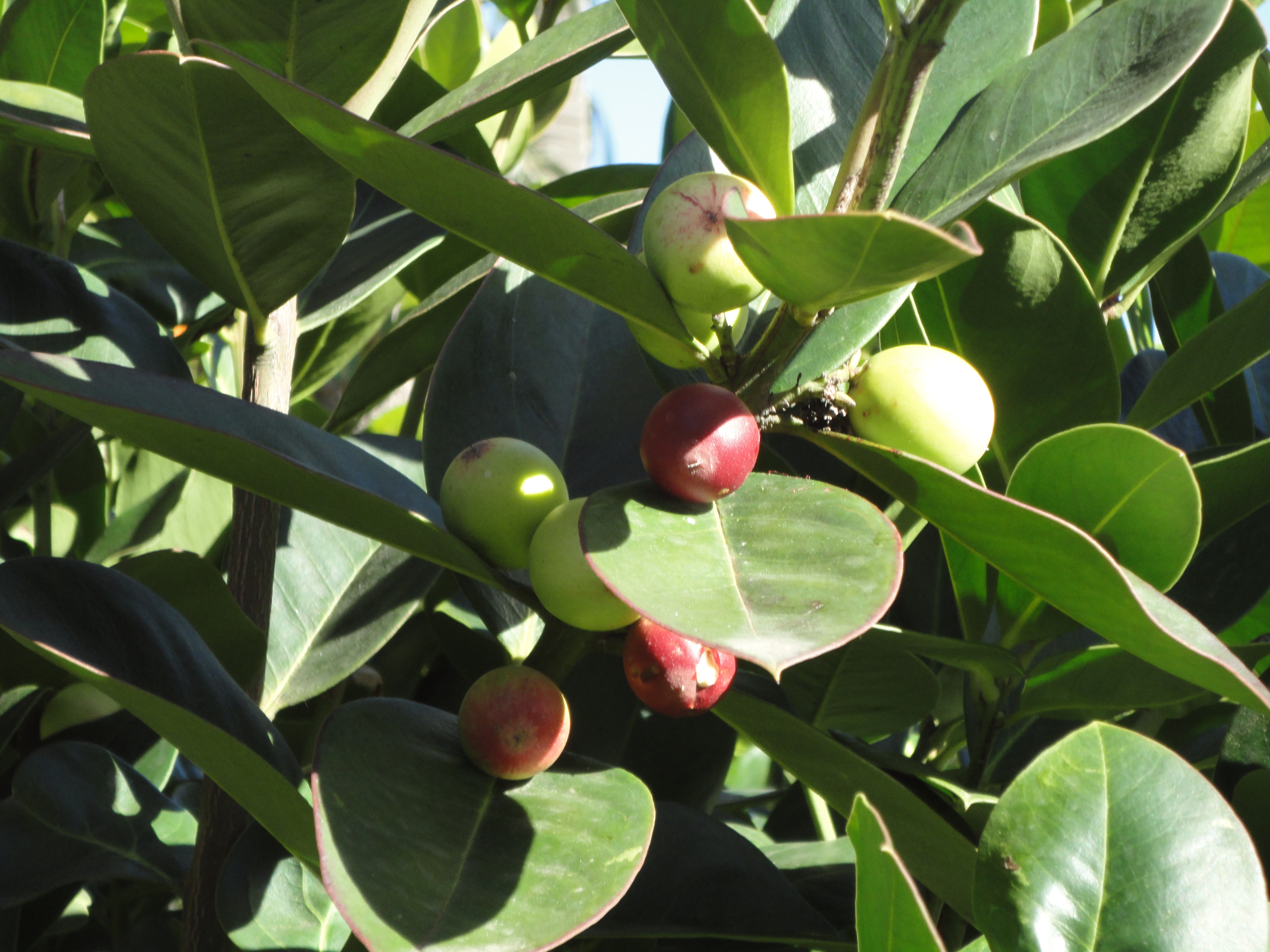
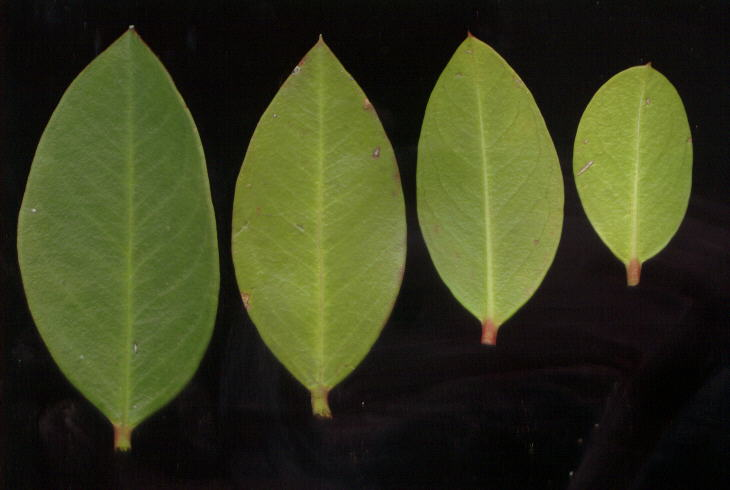